# Anzême
Anzême là một xã thuộc tỉnh Creuse trong vùng Nouvelle-Aquitaine miền trung nước Pháp. Xã này nằm ở khu vực có độ cao trung bình 325 mét trên mực nước biển.

## Địa lý
Thị trấn nằm hai bên bờ sông Creuse, cự ly khoảng 7 dặm (11 km) về phía bắc của Guéret, tại giao lộ các tuyến đường D14 và tuyến đường D33.

## Dân số
| 1962                                                        | 1968 | 1975 | 1982 | 1990 | 1999 | 2004 |
| ----------------------------------------------------------- | ---- | ---- | ---- | ---- | ---- | ---- |
| 606                                                         | 707  | 601  | 508  | 519  | 535  | 551  |
| Số liệu điều tra dân số từ năm 1962 Dân số chỉ tính một lần |      |      |      |      |      |      |

## Địa điểm nổi bật
- Nhà thờ St.Pierre, từ thế kỷ 13.
- Đập thủy điện.